# Assens kommun

Assens ursprungliga kommunvapen, ersatt med en modifierad version 1986.

Assens kommun är en kommun i Region Syddanmark i Danmark.
Den nuvarande kommunen bildades 2007 genom sammanslagning med Glamsbjergs kommun, Hårby kommun, Tommerups kommun, Vissenbjergs kommun och Årups kommun, samtliga tillhörande Fyns amt.

## Socknar
1. Rørups socken
2. Vissenbjergs socken
3. Kerte socken
4. Årups socken
5. Skydebjergs socken
6. Orte socken
7. Broholms socken
8. Bågø socken
9. Sandagers socken
10. Barløse socken
11. Ørsteds socken
12. Verninge socken
13. Tommerups socken
14. Brylle socken
15. Gamtofte socken
16. Holevads socken
17. Turups socken
18. Vedtofte socken
19. Søllesteds socken
20. Assens socken
21. Kærums socken
22. Søby socken
23. Flemløse socken
24. Køngs socken
25. Sønderby socken
26. Dreslette socken
27. Hårby socken
28. Jordløse socken
29. Helnæs socken

## Orter
- Brylle